# Villanueva de la Condesa
Villanueva de la Condesa is een gemeente in de Spaanse provincie Valladolid in de regio Castilië en León met een oppervlakte van 11,37 km². Villanueva de la Condesa telt 62 inwoners (1 januari 2016).

## Demografische ontwikkeling
Bron: INE, 1857-2011: volkstellingen